# Patrick Gadonna
Patrick Gadonna né le 15 mars 1950 est un athlète français, spécialiste du 800 mètres et du 1500 mètres. Il mesure 178 cm pour 72 kg .

## Biographie
Né le 15 mars 1950 , il rejoint la catégorie jeune de 1968 à 1971. Après 1971 ,il passe senior et est sacré champion de France du 800 m a l'âge de 21 ans. Il rencontre ensuite des problèmes physiques à la cheville et après une opération passe plusieurs semaines au centre de rééducation de Tréboul-Douarnenez. Il ne pourra malheureusement jamais revenir à son niveau.

## Palmarès
- champion de France du 800 mètres en 1971 à Colombes[1].

## Records
Son record du 800 m en plein air est de 1 min 48 s 4 ,temps réalisé aux Championnats de France de 1971  à Colombes .